# Bottles & Models
Bottles & Models ist ein als Video ausgekoppelter Song der Rapper Kay One und Red Café. Das Musikvideo wurde am 24. November 2012 veröffentlicht.
Das Musikvideo wurde in Deutschland gedreht, Szenen an einer Bar und in einer Ecke mit einigen weiblichen Darstellern werden gezeigt. Das Musikvideo endet mit einer Werbung für Kay Ones Label AP sowie für Red Cafés zukünftiges Album Shake Down.
Im Juni 2012 hatte Kay One über die Plattform YouTube angekündigt, einen Track mit dem Rapper Red Café veröffentlichen zu wollen. Als Produzent dieses Songs wurde der Rapper Shindy genannt. Zu der Veröffentlichung kam es jedoch nicht, da sich vorher die Wege von Kay One und Shindy trennten. So wurde der Song neu produziert und geschrieben und dann in Stuttgart aufgenommen.

## Inhalt
In dem Song Bottles & Models geht es um Alkohol und Sex-Party-Exzesse des Protagonisten. Mit dem Satz „black city beach, black black city beach“ verändert der Rapper Red Café das von Tyga veröffentlichte Lied Rack City. Außerdem betont Kay One, dass er nicht mit der Fluggesellschaft Air Berlin, sondern mit Emirates fliegen würde.